# Тумабаев, Куат Мухитович
Куат Мухитович Тумабаев (каз. Қуат Мұхитұлы Тұмабаев; 30 октября 1980, Семей, Семипалатинская область, КазССР) — казахстанский государственный и общественный деятель. 

## Биография
Тумабаев Куат Мухитович родился 30 октября 1980 года в Семее. По национальности казах.

### Образование
В 2001 году окончил Семипалатинский государственный университет им. Шакарима по специальности «Международные экономические отношения»
В 2003 году окончил Казахский гуманитарный юридический университет по специальности «Юриспруденция».

### Трудовая деятельность
Трудовую деятельность начал в 2001 году специалистом кредитного отдела АО "Альянс банк".
С 2002 по 2003 год работал специалистом отдела финансово-экономического анализа АО "Казполиграф".
С 2003 по апрель 2005 года - главный специалист Департамента планирования государственного заимствования и кредитования Министерства экономики и бюджетного планирования Республики Казахстан.
С апреля по сентябрь 2005 года - начальник отдела Департамента планирования государственного заимствования и кредитования Министерства экономики и бюджетного планирования Республики Казахстан.
С сентября 2005 по 2008 год - заместитель начальника, начальник Управления планирования бюджетных инвестиций Министерства экономики и бюджетного планирования Республики Казахстан.
В 2008-2011 годах - заместитель директора Департамента инвестиционной политики Министерства экономики и бюджетного планирования Республики Казахстан.
С 2011 по апрель 2012 года - заместитель председателя Комитета регионального развития Министерства экономического развития и торговли Республики Казахстан.
С апреля 2012 по март 2015 года - директор Департамента инвестиционной политики Министерства экономического развития и торговли Республики Казахстан.
С марта 2015 по январь 2016 года - руководитель экономики и бюджетного планирования Восточно-Казахстанской области.
С января 2016 по май 2017 года - заместитель акима Восточно-Казахстанской области. Курировал вопросы экономического блока.
С 30 мая 2017 по 16 августа 2018 - аким города Усть-Каменогорск. Стал самым молодым акимом Усть-Каменогорска.
С октября 2019 по 11 мая 2021 года - директор Департамента продвижения экспорта Министерства торговли и интеграции Республики Казахстан.

## ДТП в Риддере
В 2018 году Тумабаев покинул свой пост акима после участия в ДТП со смертельным исходом в Риддере. На совете по этике по делам государственной службы и противодействию коррупции по ВКО заявили, что Тумабаев не полностью соответствует занимаемой должности. А аким Восточно-Казахстанской области Даниал Ахметов предложил проштрафившемуся чиновнику уволиться по собственному желанию, что тот и сделал. 